# Настольная ролевая игра
Насто́льная ролева́я игра́ — вид ролевой игры, в которой участники устно описывают действия своих персонажей, опираясь на их особенности, и в котором успех действий зависит от игровой системы. Первой коммерческой настольной ролевой игрой была вышедшая в 1974 году «Dungeons and Dragons» компании TSR, Inc.

## Особенности
В отличие от ролевых игр живого действия, в «настолке» единственным окном между игроками и миром (сеттингом на сленге мастеров), в котором находятся их персонажи, является мастер (ГМ, от Game Master, в системах D&D — ДМ, от Dungeon Master), который описывает игрокам ситуацию, в которой оказались их персонажи, и изменения ситуации в результате их действий. В этом есть как плюсы, так и минусы.
Положительной стороной является тот факт, что в настольной ролевой игре возможно практически всё. Персонажи могут использовать все возможности, которые предоставляет им игровой мир, в своих действиях они ограничены только моральными устоями своих персонажей и внутренними законами мироздания, в котором они находятся.
В то же время немаловажным минусом настольных игр является то, что команде игроков (или «партии», как её иногда называют) волей-неволей приходится держаться большую часть времени вместе, иначе действие (и так достаточно неспешное) рискует очень сильно затянуться.

## Техника игры
Ролевая игра может идти как словесно, так и с использованием правил игры. При словесной игре чаще всего ведущий сам решает, может ли игрок сделать заявленное действие или нет. Когда игра ведётся по формализированной игровой системе, то большая часть возможностей описана и как-либо охарактеризована правилами данной системы. В такой игре результат игровой заявки определяется ведущим в соответствии с правилом, формулой или таблицей, предусмотренной игровой системой.
Немаловажное значение в ролевых играх имеют генераторы случайных чисел. Они определяют все случайные события, а также помогают вносить некоторую вариацию при использовании навыков персонажа. Благодаря этому игрок, персонаж которого имеет слаборазвитую характеристику, в результате удачного броска, может совершить действие, которое не удалось выполнить другому игроку, персонаж которого имеет более развитую соответствующую характеристику, при плохом броске.
Чаще всего как генераторы случайных чисел используются комбинации игральных костей, но в некоторых настольных ролевых играх используются колоды игральных карт или специальные фишки. Считается, что кости являются самым удобным инструментом определения случайных чисел, потому что предоставляют широкий выбор различных распределений. Также, среди играющих существует поверие, что игральные кости обладают некоторыми сверхъестественными особенностями, не присущими некоторым другим видам вероятностных генераторов. В апреле 2019 года компания Pandora’s Box Studio начала сбор средств на краудфандинговой платформе Crowd Republic на проект Randomizer Box (Рандомайзер бокс) — коробку генераторов чисел, ранений, повреждений, эмоций и пр. для облегчения генерации персонажа.
Также характерным атрибутом настольной ролевой игры является лист персонажа — лист, на котором игрок записывает характеристики, навыки, особенности, снаряжение и информацию о своём персонаже. Реже используется экран мастера, на котором записаны основные правила, последовательность сцен и другая вспомогательная информация. Шаблоны листов персонажа и экрана мастера обычно прилагаются к фирменной системе, но часто переделываются игроками и мастерами под свой вкус.

## Игровой мир
Существует множество игровых миров для настольных ролевых игр. Чаще всего это миры жанра фэнтези, но встречаются и другие жанры. Далеко не все игровые миры описывают целые планеты или вселенные, существует пласт игр, фиксирующихся на стране или даже городе.
Сюжеты для игр часто берутся из известных произведений литературы или кинофильмов, причём пользуются популярностью как сюжеты жанра фентези, так и научно-фантастические.

## Игровые системы
Игровая система — это свод правил, которых придерживается ведущий и игроки. Эти правила включают систему формирования (создания) персонажей, списки предметов снаряжения, описания монстров и других противников, правила сражений и многое другое, характерное для каждой конкретной игры.
Игровые системы условно делятся на универсальные и неуниверсальные. Универсальная система претендует на способность эффективно работать в игре любого жанра и в любом игровом мире. Неуниверсальные системы обычно создаются под конкретный жанр, игровой мир или даже сюжет, и лучше всего работают именно в соответствующих условиях.
Иногда игровая группа (партия) приходит к мнению, что то или иное правило игровой системы не соответствует заявленным ожиданиям. В таком случае вводится домашнее правило — соглашение между ведущим и игроками о том, что правило работает по-другому во время их совместной игры. Другое название этого явления: хоумрул (от англ. homerule). Часто комплект домашних правил полностью видоизменяет игровую систему или сращивает две разные системы. Иногда домашние правила создают свою собственную отдельную игровую систему.